# Desplante (Granier)
Desplante est une suite de six planches de la Tauromachie II (série de six pointes sèches sur cuivre), réalisée en 1951 par Jean-Marie Granier à l'époque où le jeune graveur s'était vu offrir un séjour de deux ans à la Casa de Velázquez, Madrid, en Espagne.

## Contexte
C'est la deuxième œuvre gravée directement par l'artiste depuis les gradins de Vista Alegre la première étant Le Torero est assis par terre. Le 14 juin 1951 à Vista Alegre, Granier a vu Pepe Dominguín et Luis Miguel Dominguín qui, évincés tous deux de la San Isidro, se sont livrés à un mano a mano au cours duquel Pepe a été blessé sérieusement. Granier retient cet évènement pour une autre pointe sèche : Cogida. Le desplante l'intéresse car c'est une passe de défi que Luis Miguel pratiquait souvent.

## Description

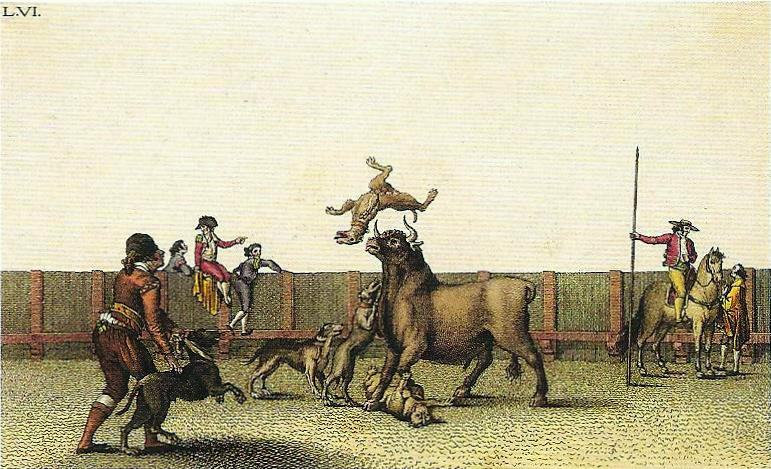
Colección de las principales suertes de una corrida de toros par Noseret d'après Carnicero-Mancio.

Dans La Cornada, Granier traitait de la mort de Pepe Hillo, sorte de desplante définitif où l'immobilité est imposée au matador par le taureau. Comme toutes les planches de la tauromachie II, celle-ci est très inspirée de Colección de las principales suertes de una corrida de toros de Antonio Carnicero Mancio reproduite ensuite par Noseret.
Il existe 4 états dont le premier, gravé pendant la corrida, a fait l'objet d'un tirage conservé dans la collection Auguste Beaux. Cette planche figure au catalogue de la rétrospective 1983-1984 de l'œuvre complet de Jean-Marie Granier au Musée des beaux-arts de Nîmes.